# Maracanã (Rio de Janeiro)
Maracanã és un barri de la zona nord de la ciutat de Rio de Janeiro a Brasil, que reagrupa poblacions de la classe mitjana, i és veí dels barris de Praça da Bandeira, Tijuca i Vila Isabel. És comunicat per la línia 2 del metro de Rio de Janeiro a la parada Maracanã.
Treu el seu nom del riu Maracanà, un riu que travessa la ciutat. Maracanã és una paraula de les llengües tupí-guaraní que significa « ocell verd ».
És conegut per acollir un dels grans estadis de futbol del món, l'estadi Maracanã, així com el campus de la Universitat de l'Estat de Rio de Janeiro i el Centro Federal de Educação Tecnológica Celso Suckow da Fonseca.
El barri és el centre de l'una de les zones dels Jocs Olímpics d'Estiu de 2016, com l'estadi Maracanã i el Ginásio do Maracanãzinho.